# Loudness
Loudness é uma banda japonesa de heavy metal formada em 1981 por Akira Takasaki, considerada uma das melhores, mais representativas e conhecidas do Japão nesse estilo.
Depois de lançar seus três primeiros álbuns de estúdio, concentrando esforços promocionais no Japão e obtendo repercussão crescente, o grupo faz um registro desse período com Live-Loud Alive, com gravações ao vivo em Tóquio, mas que já emitia sinais para uma plateia arquipélago afora, em levas de fitas cassetes com a cópia do mesmo sendo (re)copiadas e (re)passadas de mãos em mãos, como era de praxe naqueles tempos. Para o lançamento de Desillusion, Loudness lança inicialmente em japonês, depois adiciona vocais em inglês, especialmente para outros mercados e este álbum torna-se o turning point para uma promissora carreira internacional. Conseguiram chamar a atenção de um "caça talentos" (A&R) da Atlantic Records em shows de divulgação nos Estados Unidos. O que culminaria no lançamento do próximo disco por aquele selo. Passam a fazer turnês na Europa, apesar de terem realizado datas isoladas desde 1983 e serem cotados para festivais e começam a atrair atenções de mais fanzines e/ou das já emergentes revistas especializadas e fãs de diferentes partes do mundo, sobretudo dos metalheads mais sintonizados à, então, nova safra de bandas de todas as vertentes que abundavam naqueles prolíficos meados dos anos de 1980, que ficaram para posteridade rotulados como Metal Oitentista. Com o lançamento de Thunder in the East em 1985 tornam-se a primeira banda japonesa a entrar nas paradas da Billboard.
O sucesso do Loudness nos E.U.A. fez com que o grupo passasse a gravar no estilo mais comercial do pop-metal. Depois de várias mudanças de estilo e na formação da banda, a carreira do grupo entrou em declínio, apesar de ainda continuarem gravando e fazendo shows.
Após a morte do baterista Munetaka Higuchi, em 2008, devido a um câncer no fígado, fizeram um show tributo em homenagem ao colega e amigo, com vários bateristas convidados, entre eles Masayuki Suzuki, que torna-se o novo dono das baquetas na banda. Lançam o álbum The Everlasting, que conta com algumas faixas gravadas pelo antigo baterista, por meio de takes mantidos com o guitarrista Akira, saem em turnê para a divulgação deste, e em 2010, chega às lojas King Of Pain, primeiro registro gravado inteiramente por Suzuki. No fim de 2012, lançam 2~0~1~2, com canções mais pesadas. Atualmente, encontram-se em turnê e planejam compor novas cançõees para um álbum com o lançamento para meados de 2014.

## Membros
- Akira Takasaki – guitarra, vocais de apoio (1981–presente), vocais (1981), baixo (1993-1994)
- Masayoshi Yamashita – baixo, vocais de apoio (1981–1991, 2000–presente)
- Minoru Niihara – vocais (1981–1988, 2000–presente)
- Masayuki Suzuki – bateria (2009–presente)

Ex membros
- Hiroyuki Tanaka - baixo (1981; faleceu em 2006)
- Mike Vescera – vocais (1989–1991)
- Masaki Yamada – vocais (1991–2000)
- Taiji Sawada – baixo, vocais de apoio (1992–1993; faleceu em 2011)
- Hirotsugu Homma – bateria (1994–2000)
- Naoto Shibata – baixo, vocais de apoio (1994–2000)
- Munetaka Higuchi – bateria (1981–1993, 2000–2008; faleceu em 2008)